# 韦拉卡 (佛罗里达州)
韦拉卡（英語：Welaka），是美国佛罗里达州普特南縣下属的一座城镇。建立于1887年。面积约为3.6平方公里（约合1.4平方英里）。根据2010年美国人口普查，该市有人口701人。论人口在本州排行第352。